# Peninjauan (Maro Sebo Ulu)
Peninjauan is een bestuurslaag in het regentschap Batang Hari van de provincie Jambi, Indonesië. Peninjauan telt 3462 inwoners (volkstelling 2010).